# Freeborn County
Das Freeborn County ist ein County im US-amerikanischen Bundesstaat Minnesota. Im Jahr 2020 hatte das County 30.895 Einwohner und eine Bevölkerungsdichte von 16,9 Einwohnern pro Quadratkilometer. Der Verwaltungssitz (County Seat) ist Albert Lea, das nach Albert Miller Lea benannt wurde, einem frühen Erforscher dieses Gebiets.

## Geografie
Das County liegt im Südwesten von Minnesota und grenzt im Süden an Iowa. Es hat eine Fläche von 1872 Quadratkilometern, wovon 39 Quadratkilometer Wasserfläche sind. An das Freeborn County grenzen folgende Nachbarcountys:
| Waseca County           |                     | Steele County |
| Faribault County        |                     | Mower County  |
| Winnebago County (Iowa) | Worth County (Iowa) |               |

## Geschichte
Das Freeborn County wurde am 20. Februar 1855 aus Teilen des Blue Earth County und des Rice County gebildet. Benannt wurde es nach William Freeborn, dem zweiten Bürgermeister von Red Wing.
Acht Orte im County sind im National Register of Historic Places eingetragen (Stand 28. Januar 2018).

## Demografische Daten

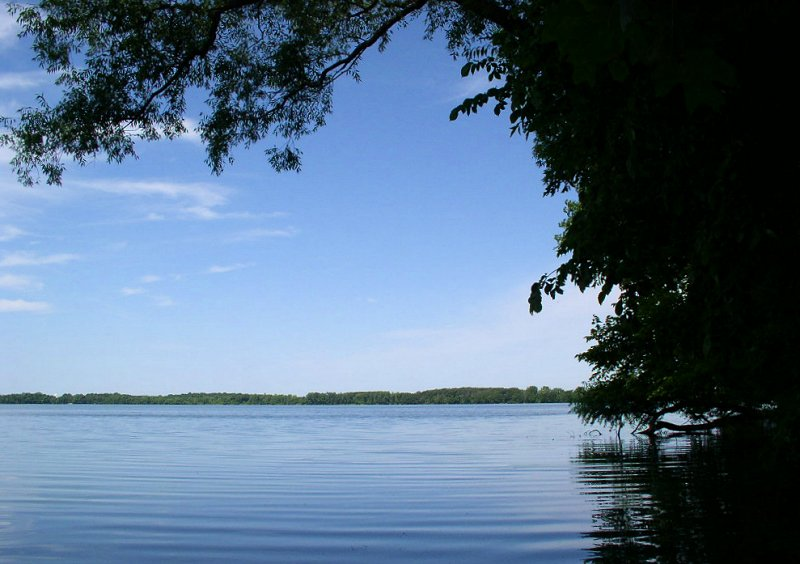
Der Myre-Big Island State Park

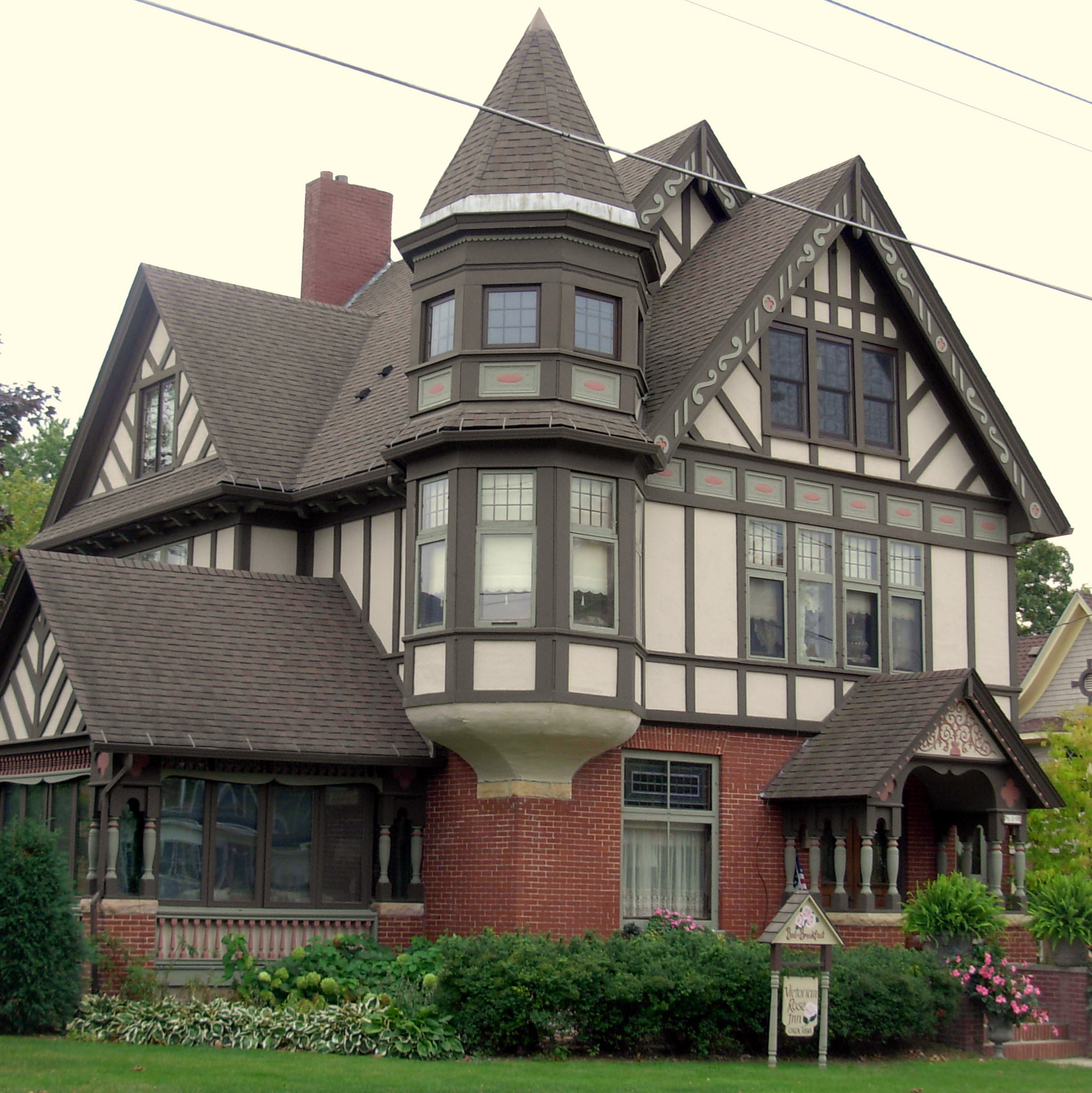
Das H. A. Paine House, gelistet im NRHP

Nach der Volkszählung im Jahr 2010 lebten im Freeborn County 31.255 Menschen in 13.210 Haushalten. Die Bevölkerungsdichte betrug 17,1 Einwohner pro Quadratkilometer. In den 13.210 Haushalten lebten statistisch je 2,33 Personen.
Ethnisch betrachtet setzte sich die Bevölkerung zusammen aus 96,5 Prozent Weißen, 1,0 Prozent Afroamerikanern, 0,3 Prozent amerikanischen Ureinwohnern, 1,0 Prozent Asiaten, 0,1 Prozent Polynesiern sowie aus anderen ethnischen Gruppen; 1,1 Prozent stammten von zwei oder mehr Ethnien ab. Unabhängig von der ethnischen Zugehörigkeit waren 8,7 Prozent der Bevölkerung spanischer oder lateinamerikanischer Abstammung.
21,8 Prozent der Bevölkerung waren unter 18 Jahre alt, 57,9 Prozent waren zwischen 18 und 64 und 20,3 Prozent waren 65 Jahre oder älter. 50,4 Prozent der Bevölkerung war weiblich.

Das jährliche Durchschnittseinkommen eines Haushalts lag bei 43.447 USD. Das Pro-Kopf-Einkommen betrug 24.409 USD. 11,2 Prozent der Einwohner lebten unterhalb der Armutsgrenze.

## Ortschaften im Freeborn County
Citys
| - Albert Lea - Alden - Clarks Grove - Conger - Emmons | - Freeborn - Geneva - Glenville - Hartland - Hayward | - Hollandale - Manchester - Myrtle - Twin Lakes |

Unincorporated Communities
- Corning1
- Moscow
- Oakland

1 – teilweise im Mower County

## Gliederung
Das Freeborn County ist neben den 14 Citys in 20 Townships eingeteilt:
| Township            | Einwohner (2010) | FIPS     |
| ------------------- | ---------------- | -------- |
| Albert Lea Township | 653              | 27-00712 |
| Alden Township      | 306              | 27-00856 |
| Bancroft Township   | 976              | 27-03466 |
| Bath Township       | 440              | 27-03934 |
| Carlston Township   | 305              | 27-10000 |
| Freeborn Township   | 267              | 27-22544 |
| Freeman Township    | 496              | 27-22634 |

| Township            | Einwohner (2010) | FIPS     |
| ------------------- | ---------------- | -------- |
| Geneva Township     | 421              | 27-23372 |
| Hartland Township   | 256              | 27-27422 |
| Hayward Township    | 381              | 27-27962 |
| London Township     | 315              | 27-37916 |
| Manchester Township | 424              | 27-39734 |
| Mansfield Township  | 237              | 27-39950 |
| Moscow Township     | 538              | 27-44404 |

| Township               | Einwohner (2010) | FIPS     |
| ---------------------- | ---------------- | -------- |
| Newry Township         | 450              | 27-45934 |
| Nunda Township         | 321              | 27-47608 |
| Oakland Township       | 396              | 27-47788 |
| Pickerel Lake Township | 673              | 27-50722 |
| Riceland Township      | 434              | 27-54088 |
| Shell Rock Township    | 427              | 27-59548 |